# Bikeman Island
Bikeman es una isla sumergida a una media hora en canoa al sudeste de Betio, Kiribati. Debido al cambio de corrientes y la construcción de una calzada entre Betio y Bairiki, Bikeman ha estado sumergida desde principios de los años 1990. Si uno fuera a pararse en Bikeman hoy, el agua le llegaría hasta las rodillas. Una foto de Bikeman en 1976 está disponible en Flickr.